# 煸
煸炒是炒的一种，法文稱作Sauter，为中國菜和法國料理等常见的烹调方法。
煸炒的操作是先将炒锅内放少量底油，烧热，加入原料快速翻炒至熟透，调味而成。特点是鲜嫩汁薄。另外，一些菜肴经煸炒初步烹调原料后，再进一步加工。
使用已经烹制到熟或半熟的原料煸炒者，称熟炒。
例子：回锅肉、生炒鸡。